# (7086) Bopp
(7086) Bopp ist ein Asteroid des inneren Hauptgürtels, der am 5. Oktober 1991 von der US-amerikanischen Astronomin Carolyn Shoemaker am Palomar-Observatorium (IAU-Code 675) auf dem Gipfel des Palomar Mountain etwa 80 Kilometer nordöstlich von San Diego entdeckt wurde.
Der Himmelskörper wurde nach dem US-amerikanischen Amateurastronomen Thomas Bopp (1949–2018) benannt, der den Kometen C/1995 O1 (Hale-Bopp) gleichzeitig mit Alan Hale am 23. Juli 1995 entdeckte.